# コガケースケ
コガ ケースケ（1988年11月10日 - ）は、福岡県出身の俳優。身長173cm。
MUKU所属。

## 略歴
- 1988年11月10日、福岡県生まれ。
- 2009年12月より福岡県の芸能事務所JOKER Entertainmentへ所属。
- 2011年、主演映画『Recreation』（永野義弘監督）が、「第33回ぴあフィルムフェスティバル」で「PFFアワード2011」入選作品に選ばれた[1]。さらに「第30回バンクーバー国際映画祭（英語版）」に招待され[1][2]、スペシャルメンションを授与され、コペンハーゲン国際映画祭、ブエノスアイレスインディペンデント国際映画祭にも招待作品として上映される。[2]
- 2013年4月よりJOKER Entertainmentより在京の事務所、JJプロモーションへ移籍。
- 2017年JJプロモーションを退所し、フリーランスとして活動。
- 2018年3月より劇団TAIYO MAGIC FILMにメンバーとして加入。[3]。
- 2019年に所属事務所がエイムとなる。
- 2019年に劇団TAIYO MAGIC FILMを退団。

## 人物
- 特技は野球・テニス・モノマネ・ボーリング。
- 野球でのポジションは捕手。[4]右投げ右打ち[5]。
- 地元のプロ野球球団、福岡ソフトバンクホークスのファン[6]。

## 出演

### 映画
2011年
- Recreation（永野義弘 監督） - 主演 （第33回ぴあフィルムフェスティバルPFF2011入選・第30回バンクーバー国際映画祭Dragon&Tiger Awaradスペシャルメンション授与・ブエノスアイレスインディペンデント国際映画祭招待上映・コペンハーゲン国際映画祭招待上映）
- 呼吸税（久野雅之 監督）

2013年
- scratch（永野義弘 監督）

2016年
- 海賊とよばれた男（山崎貴 監督）

2018年
- 止められるか、俺たちを（白石和彌 監督）

2019年
- JURI（西条みつとし 監督）

2020年
- 今日から俺は！劇場版　古賀俊哉役（福田雄一 監督）

2021年
- 歌舞伎町ヴァージンジャンプ　杉山真一役（小川北人 監督）

2022年
- キムソジュン　岡本友一役（小川北人 監督）

2023年
- 福田村事件　坂下彌市役 （森達也  監督）

### TV
2010年
- 逃走中（フジテレビ）

2015年
- 永遠のゼロ　第3夜（テレビ東京）
- 表参道高校合唱部!　3話（TBS）
- オトナ女子　レギュラー社員（フジテレビ）

2016年
- ラヴソング（フジテレビ）

2017年
- 貴族探偵（フジテレビ）

2018年
- 痛快TVスカッとジャパン（フジテレビ）

2019年
- フルーツ宅配便　3話　坂本役（テレビ東京）

2020年
- 相棒18　12話　河野役（テレビ朝日）
- 年の差婚　1話（TBS）

2021年
- THE突破ファイル（日本テレビ）

2023年
- スタンドUPスタート　3話（フジテレビ）
- THE突破ファイル　交通事故鑑定人（日本テレビ）
- ドラフトキング　7〜10話（WOWWOW）
- あなたがしてくれなくても 5話（フジテレビ）

### ネット配信
2019年
- 日本統一〜外伝〜　4話

2021年
- 一瞬の恋

2023年
- THE DAYS　7話

### 広告
2014年
- プロ野球ドラフト会議2014 CM - 主演
- ファブリーズ　忘年会のニオイ（スーツ・コート篇）

2019年
- キリン のどごし＜生＞「キンキンの差し入れ　桐谷健太」篇

### 舞台
2012年
- LIVESプロデュース第21回公演「サムライ・ホット・スクール」（脚本・演出：大浜直樹、9月26日 - 30日、中野ザ・ポケット）
- 九州DD第2回本公演「大きな虹のあとで〜不動四兄弟〜」（脚本・演出：秦秀明、12月13日 - 14日、石橋文化センター共同ホール）

2013年
- LIVESプロデュース第22回公演「知恵と希望と極悪キノコ」（脚本・演出：大浜直樹、4月4日 - 7日、シアタートラム）
- はっぴぃはっぴぃどりーみんぐvol.3「大正浪漫探偵譚」（脚本・演出：鈴木茉美、7月26日 - 8月1日、八幡山ワーサルシアター）
- はっぴぃはっぴぃどりーみんぐvol.4「呪解伝」（脚本・演出：鈴木茉美、10月11日 - 13日、明石スタジオ）

2014年
- はっぴぃはっぴぃどりーみんぐvol.5『WILD HALF〜奇跡の確率〜』（脚本・演出：鈴木茉美、1月9日 - 11日、イーストステージ池袋 コア・いけぶくろ）
- テトラクロマット第2回公演「花の下にて」（演出：福島敏朗 / 脚本：坂口理子、12月11日 - 14日、東京芸術劇場シアターウエスト）

2015年
- はっぴぃはっぴぃどりーみんぐvol.7『WILD HALF〜奇跡の確率〜』（脚本・演出：鈴木茉美、1月15日 - 18日、六行会ホール）
- はっぴぃはっぴぃどりーみんぐvol.8『HIDEYOSHI2015』（脚本・演出：鈴木茉美、3月3日 - 8日、シアターグリーン　BIG TREE THEATER）

2016年
- HIROSE PROJECT LIVE vol.20『アシタボシ ～明日行きの列車は今宵、満天の星の海を～』（脚本・演出：ヒロセヤスタカ、5月25日 - 29日、ラゾーナ川崎プラザソル）
- STAGE COMPANY ×TUFF STUFF 『ロマンス』（原作：つかこうへい/演出：逸見輝羊、8月9日 - 14日、SPACE雑遊）
- TAIYO MAGIC FILM第11回公演『サクラサクコロ2016』（脚本・演出：西条みつとし、10月1日 - 10日、赤坂RED/THEATER）

2018年
- TAIYO MAGIC FILM番外公演ミニVol,1『動き出すカーテン』（脚本・演出：西条みつとし、6月7日 - 11日、ウッディシアター中目黒）

2019年
- 『自首する男』（脚本：西条みつとし/演出：大浜直樹、1月24日 - 27日、コフレリオ新宿シアター）（最優秀観客賞受賞）

2021年
- Uzume第5回本公演『マトリョーシカ』（脚本・演出：村松洸希、6月25日 - 30日、すみだパークシアター倉）

### MV
2018年
- 曽我部恵一『なんだっけ？』

### ナレーション
2013年
- 映画「scratch」予告編

2017年
- エルゴトロン「昇降デスク WorkFit-TL」